# Gola (B), Aland
Gola (B) là một làng thuộc tehsil Aland, huyện Gulbarga, bang Karnataka, Ấn Độ.